# ケネス・ホィッティング級水上機母艦
ケネス・ホィッティング級水上機母艦 (Kenneth Whiting-class seaplane tender) は、アメリカ海軍の水上機母艦。第二次世界大戦の間に7隻の建造が計画され、4隻は完成、残り3隻は完成には至らなかった。

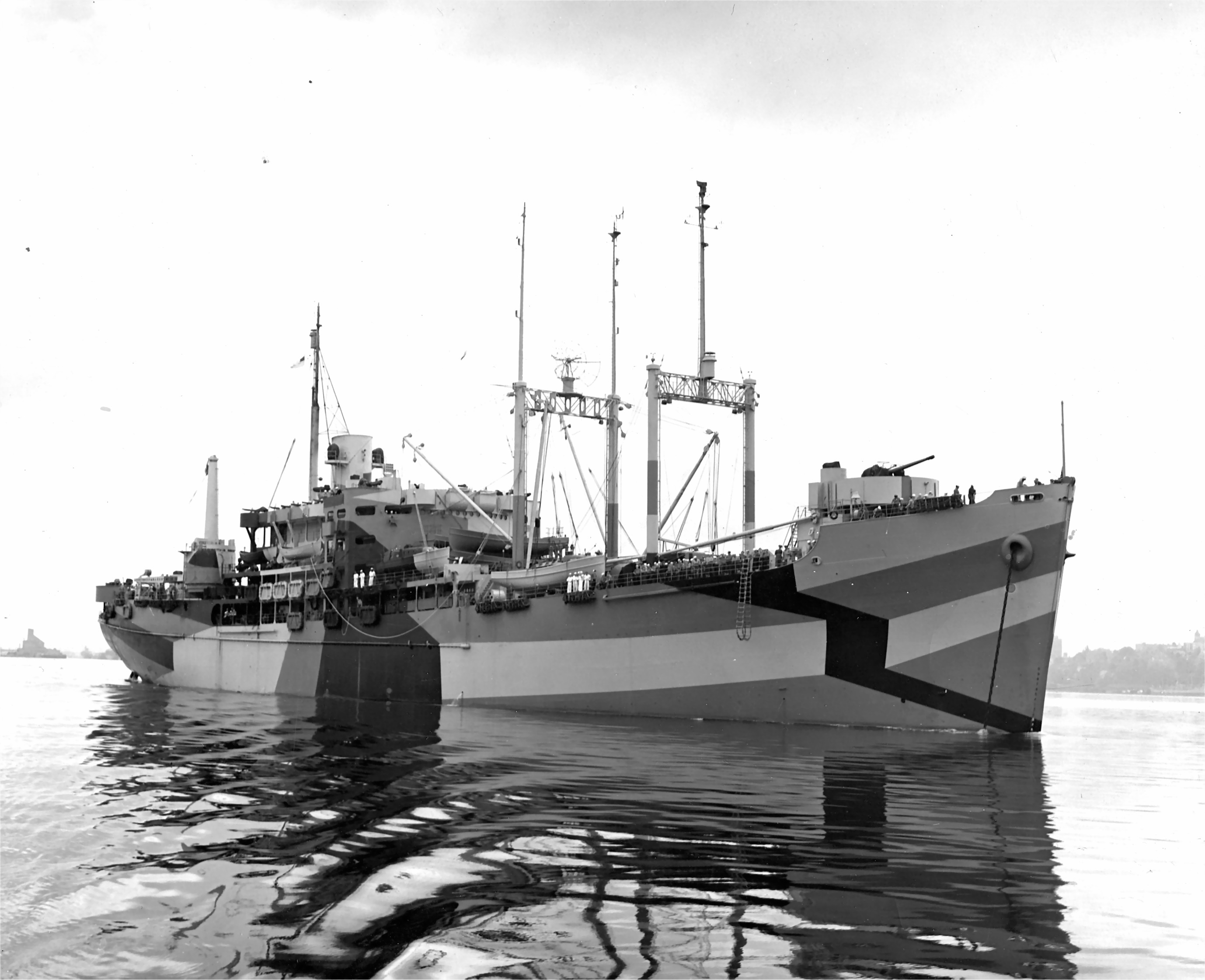
セント・ジョージ（1944年）

## 同型艦

### 完成艦
- ケネス・ホィッティング (USS Kenneth Whiting, AV-14)
- ハムリン (USS Hamlin, AV-15)
- セント・ジョージ (USS St George, AV-16)
- カンバーランド・サウンド (USS Cumberland Sound, AV-17)

### 未成艦
- タウンゼント (USS Townsend, AV-18) - 1945年8月に建造キャンセル
- カリボーグ (USS Calibogue, AV-19) - 1944年10月に建造キャンセル
- ホーブ・サウンド (USS Hobe Sound, AV-20) - 1944年10月に建造キャンセル